# 安塚区

上越市の地域自治区。当区は東部に位置する。

安塚区（やすづかく）は、新潟県上越市東部に位置する地域自治区。全域が旧東頸城郡安塚町にあたり、上越市への合併とともに2005年1月1日に設けられた。

## 地理
- 山: 菱ケ岳
- 河川: 小黒川、朴の木川

### 気候
豪雪地帯であり、冬場は平地で2m、山間部の集落で4mも積もる。

## 教育
- 新潟県立高田高等学校 安塚分校（2017年に閉校した新潟県立安塚高等学校の校舎を転用）
- 上越市立安塚中学校
- 上越市立安塚小学校

## 交通

### 鉄道路線
- なし（ただし、隣の浦川原区に北越急行ほくほく線が走っており、虫川大杉駅が最寄りとなる）

### バス
うらがわら駅・虫川大杉駅を拠点とする東頸バスの路線と、区内各地を結ぶ市営バスの路線が運行されている。

### 道路
- 地域高規格道路
  - 上越魚沼地域振興快速道路（三和安塚道路）
    - 安塚IC
- 一般国道
  - 国道403号
  - 国道405号
- 都道府県道
  - 新潟県道13号上越安塚柏崎線
  - 新潟県道43号上越安塚浦川原線

## 名所・旧跡・観光スポット・祭事・催事
区では「全区公園化」が掲げられ、「フラワーロード」の整備や景観条例、雪冷房の導入が行われている。
- キューピットバレイ（スキー場）
- 直峰城跡
- 横尾義智記念館
- ふれあい昆虫館
- 雪だるま物産館（道の駅雪のふるさとやすづか）
- 棚田の風景
- 専敬寺
- 安塚スノーフェスティバル「キャンドルロード」（2月）

## 出身有名人
- 杉田庄一（日本海軍のエース・パイロット、「闘魂の塊」と渾名される）
- 北島忠治（元明治大学ラグビー部監督）
- 横尾義智（旧小黒村村長、ろう者村長として有名）